# ジェレミー・ブレシェ
ジェレミー・ブレシェ（Jérémie Bréchet、1979年8月14日 - ）は、フランス・ローヌ県リヨン出身の元同国代表サッカー選手。現役時代のポジションはディフェンダー。

## 経歴
オリンピック・リヨンでデビューを果たすと、2002、2003年とリーグ戦2連覇を経験した。その後移籍したインテルナツィオナーレ・ミラノではレギュラーを確保できず、スペインのレアル・ソシエダに移籍するも、満足する活躍はできなかった。2006年にFCソショーへの国内復帰を果たし、キャプテンとしてリーグ・カップで優勝した。2008年、オランダのPSVアイントホーフェンに移籍した。2009年6月、FCソショーに復帰した。2012年8月、トロワACと1年契約を結んだ。2013年6月26日、FCジロンダン・ボルドーと1年の契約で加入した が、出場機会は限られた。2014年9月3日、リーグ・ドゥに昇格したガゼレク・アジャクシオと1年間の契約を結んだ。2014-15シーズンを2位で終えたチームの主力としてプレーし、クラブ史上初のリーグ・アン昇格に貢献した。

## 代表歴
2001年7月1日オーストリア代表戦でフランス代表デビューを果たし、FIFAコンフェデレーションズカップ2001で優勝した。2002年にはUEFA U-21欧州選手権で準優勝した。

## タイトル
- フランス代表

コンフェデレーションズカップ 2001
- オリンピック・リヨン

リーグ・アン 2001-02,2002-03
クープ・ドゥ・ラ・リーグ 2001
- FCソショー

クープ・ドゥ・ラ・リーグ 2007